# Fernando da Costa Leal
Fernando da Costa Leal (Margão, Índia Portuguesa, 15 de Outubro de 1846 - Goa, 4 de Abril de 1910), foi um oficial do exército, escritor e botânico português.
No exército, prestou serviço em Angola e Moçambique, após ter iniciado a sua carreira militar no exército privativo da índia Portuguesa. Em 1854, participa na expedição de exploração da foz do rio Cunene  cujo relato está publicado.
Em 1874 veio para Portugal continental e posteriormente voltou para a Índia com a patente de coronel.
A propósito da sua tradução e estudo da obra Les soldats de la révolution, de Jules Michelet, que publicou em 1889, recebeu nesse ano uma carta de Antero de Quental que lhe dizia: “O Fernando é dos poucos que ainda sabem escrever em português”. Esta carta foi publicada separadamente por Rodrigo Veloso em Soldados da revolução (1896)
Encontra-se colaboração da sua autoria nas revistas Jornal do domingo (1881-1888), Galeria republicana (1882-1883), A imprensa (1885-1891) e  A comedia portugueza (1888-1892).

## Obra poética
- Reflexos e Penumbras (1880)
- Relâmpagos (1888)

## Outras obras
- Palmadas na Pança de John Bull (1884)
- O Livro da Fé. Nova Goa, Imprensa Nacional, 1906